# 丁秀花
丁秀花（1964年—），云南贡山人，怒族，中华人民共和国政治人物、第十一届全国人民代表大会云南地区代表。
毕业于云南师范大学体育学院体育专业。担任云南省怒江州泸水县副县长。2008年起担任全国人大代表。2014年7月任怒江州副州长。2018年1月，当选第十三届全国政协委员。